# Jacqueline Cochran
Jacqueline „Jackie“ Cochran (11. května 1906, Pensacola, Florida, USA – 9. srpna 1980 Indio, Kalifornie) byla americká pilotka a první žena, která překonala rychlost zvuku i dvojnásobek rychlosti zvuku. Pilotní licenci získala roku 1932. Patřila mezi blízké přátele Amelie Earhartové a Chucka Yeagera. Za druhé světové války se podílela na založení ženského pomocného vojenského sboru WASP (Women Airforce Service Pilots). V armádě dosáhla hodnosti plukovnice. Byla rovněž testovací a závodní pilotka, která dosáhla řady rekordů a čtrnáctkrát jí bylo uděleno ocenění Harmon Trophy. Za svou leteckou kariéru dosáhla historicky největšího množství leteckých rychlostních a dálkových rekordů.

## Životopis

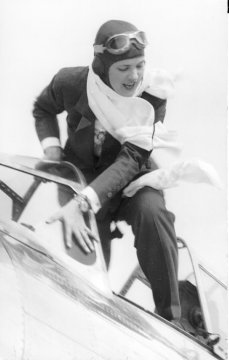
Jackie Cochran v roce 1938 na závodech Bendix Race

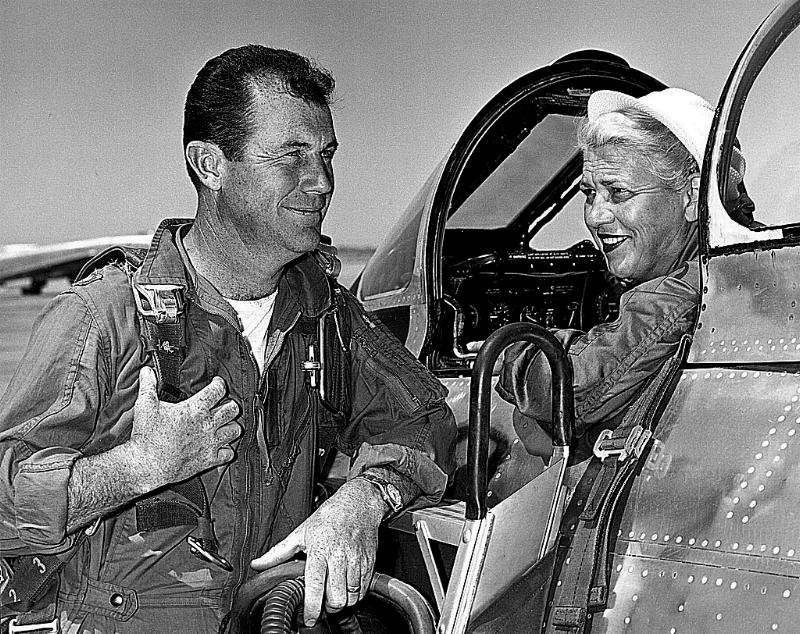
Chuck Yeager s Jackie Cochran sedící v kokpitu CL-13 Sabre Mk.3, 1953

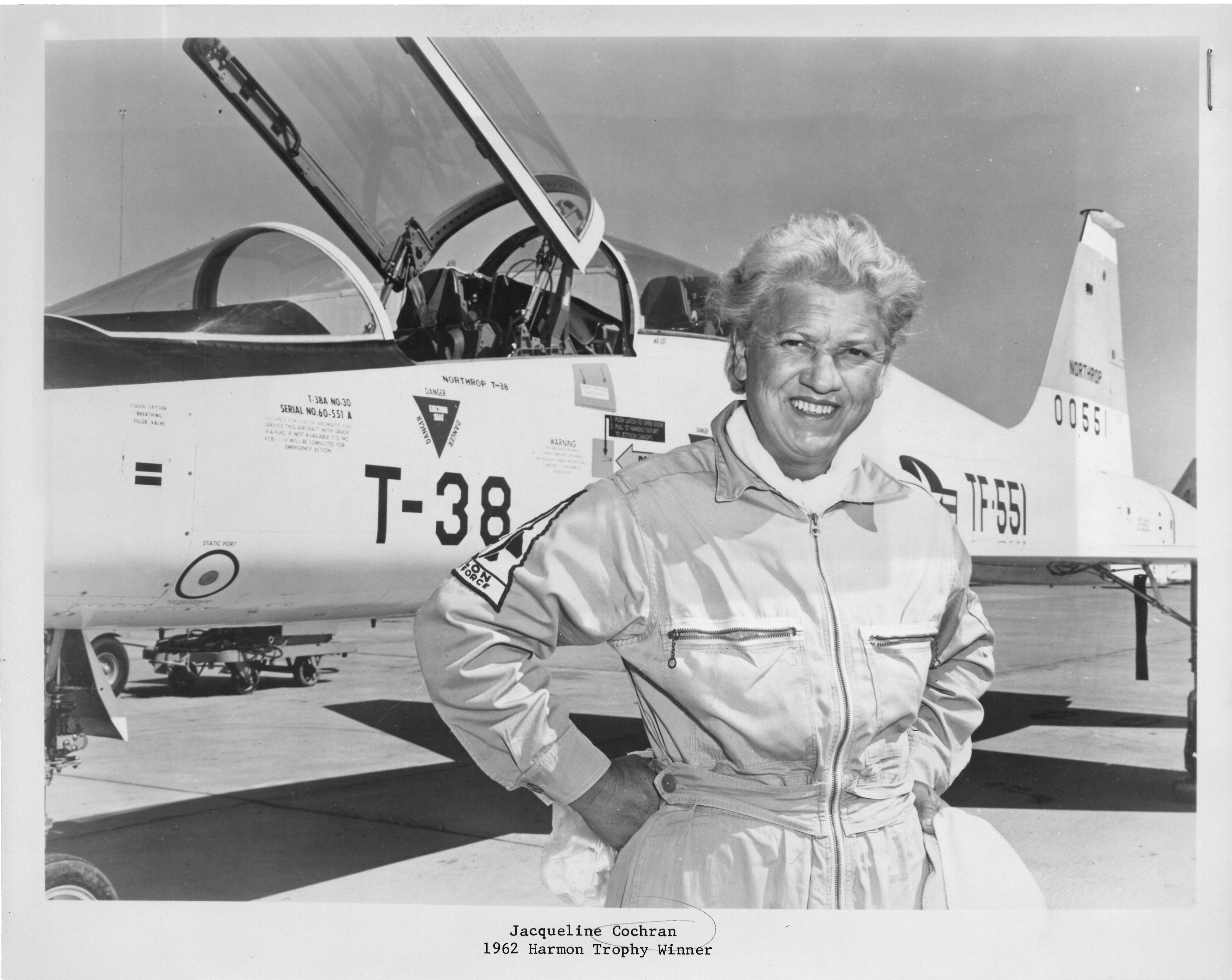
Jackie Cochran před letounem Northrop T-38 Talon, cca 1962

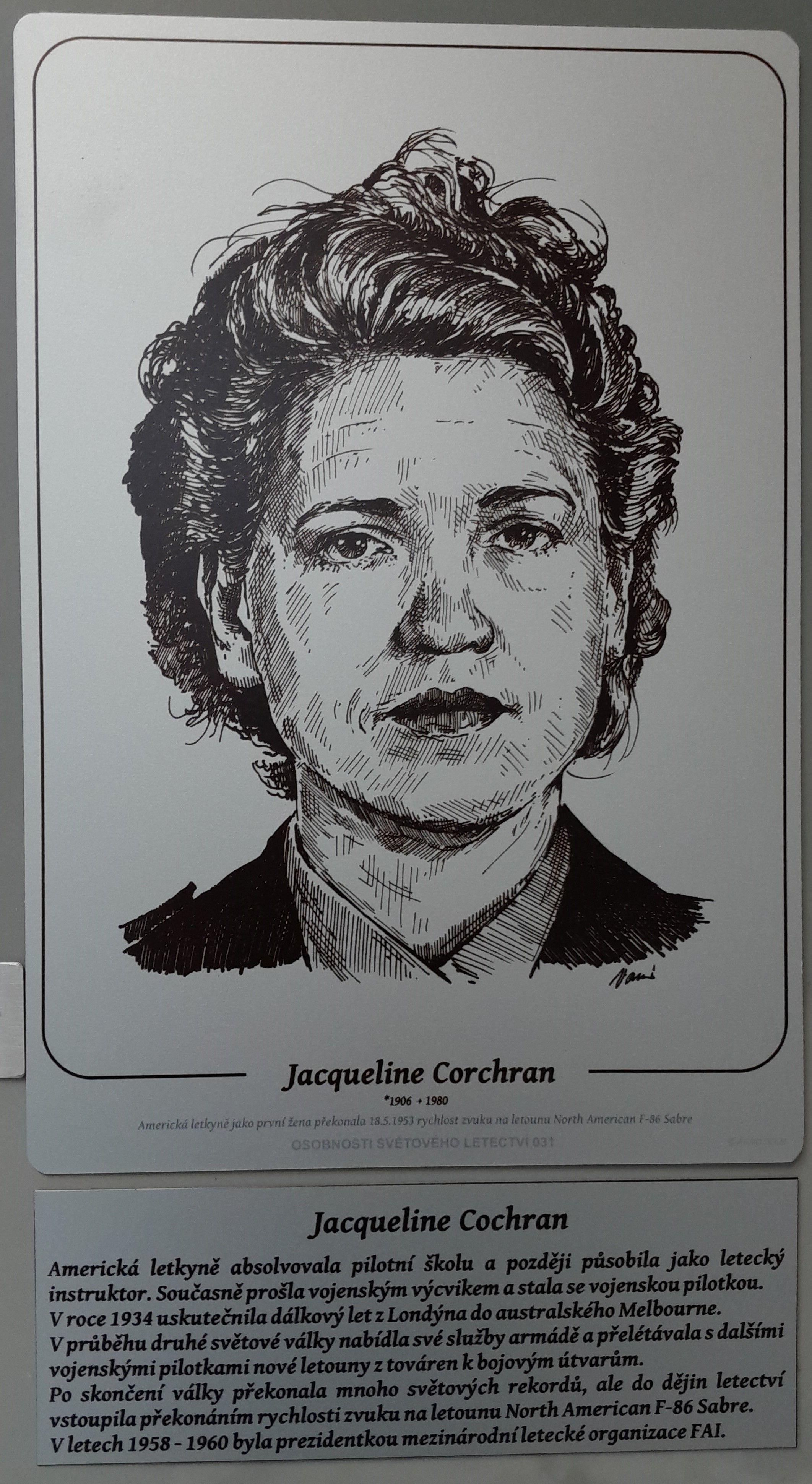
Letecké muzeum v Mladé Boleslavi - panel

Narodila se 11. května 1906 v Pensacole jako Bessie Lee Pittman. Vyrůstala ve velmi chudých poměrech a získala jen minimální vzdělání. Od svých osmi let pracovala v přádelně, později vystřídala různé práce. Ve 13 letech získala místo v salonu krásy. Ve 14 letech se provdala za Roberta Cochrana. Manželství se za několik let rozpadlo po smrti jejich čtyřletého syna Roberta. Jako úspěšná kadeřnice své zákaznice často doprovázela na cestách. Při návštěvě Miami se seznámila se svým druhým manželem, kterým byl zámožný podnikatel Floyd Bostwick Odlum. Vzali se 11. května 1936. Odlum zbohatl za hospodářské krize, podporoval aktivity Amelie Earhartové a později vlastnil i leteckého výrobce Convair.
Právě on Jacqueline přivedl k letectví. Pilotní licenci získala roku 1932 a brzy se stala testovací pilotkou. Například v polovině 30. let testovala nové motory Pratt & Whitney R-1340 a Pratt & Whitney R-1535, roku 1938 testovala letoun s tzv. modrým křídlem a podílela se na vývoji kyslíkové masky, díky které dosáhla výškového rekordu. V roce 1934 uskutečnila dálkový let z Londýna do australského Melbourne.
Dne 24. března 1939 Cochranová s letounem Beechcraft D17W Staggerwing (sériové číslo 164, registrace NR18562) dosáhla amerického výškového rekordu s hodnotou 9160 metrů. Překonala tak tehdejší rekord americké letkyně Ruth Rowland Nichols.
Dne 3. prosince 1939 Cochranová s letounem Seversky SEV-S1 (NR18Y) provedla rekordní rychlostní přelet na trase New York-Miami. Trasu zvládla v čase 4 hodiny, 12 minut a 27 vteřin. Roku 1938 zvítězila v leteckém závodu Bendix Race. Nebylo to její první účast. Například roku 1935 se závodu účastnila s letounem Northrop Gamma 2G (NC13761). Závod však nedokončila. Později měl tento letoun od Cochranové zapůjčen podnikatel Howard Hughes a dosáhl s ním rychlostního rekordu.
Po vypuknutí druhé světové války Cochranová pomáhala rekrutovat pilotky pro přelétávání britských letadel v rámci British Ferry Command. Ve dnech 17.–19. června 1941 jako první žena přeletěla s bombardérem přes Atlantik. Pilotovala Lockheed Hudson Mk.V (sériové číslo 414-2872, označení RAF AM790). Posádku tvořil ještě navigátor Edgar Grafton Carlisle Jr. a radista Coates. Odstartovala 17. června z Montréalu. První mezipřistání bylo v Ganderu na Newfoundlandu, kde osádka přenocovala. Večer 18. června Cochranová odstartovala k více než jedenáctihodinovému přeletu Atlantiku, během které uletěla 3415 kilometrů. Přistáli v Prestwicku ve Skotsku.
Později se Cochranová podílela na založení ženského pomocného vojenského sboru WASP (Women Airforce Service Pilots). V rámci fungování jednotek WASP se podílela na rekrutaci a organizaci výcviku pro více než 1000 ženských pilotek. Za svou službu za světové války získala americké vojenské vyznamenání Distinguished Service Medal. Na konci války jako novinářka navštívila Japonsko, Čínu, Rusko a v Německu se účastnila Norimberského procesu.
Po válce Cochranová mimo jiné dosáhla řady leteckých rekordů. Za šest rekordů, které získala na upravených stíhacích letounech P-51 Mustang získala vojenské vyznamenání Záslužný letecký kříž. Dne 17. prosince 1947 Cochranová dosáhla s letounem P-51B Mustang („NX28388“) světového rychlostního rekordu 755,668 km/h při letu na okruhu dlouhém 100 km. Tento rekord zůstal platný ještě v roce 2020. Dne 17. prosince 1947 Cochranová dosáhla s letounem P-51B Mustang („NX28388“) světového rychlostního rekordu 663,054 km/h při letu na úseku dlouhém 3 km. Se stejným letounem roku 1946 získala druhé místo na závodu Bendix Race. Dne 29. prosince 1949 Cochranová dosáhla na upraveném stíhacím letounu P-51C Mustang („Thunderbird“, N5528N) dvou rychlostních rekordů při letu na úseku dlouhém 500 km.
Jackie Cochranová byla rovněž první ženou, která překonala rychlost zvuku a dvojnásobek rychlosti zvuku. Dne 18. května 1953 na letounu Canadair CL-13 Sabre Mk.3 (sériové číslo 19200, licenční F-86E Sabre) dokázala jako první žena v historii překonat rychlost zvuku. V blízkosti Edwardsovy letecké základny tehdy dosáhla na uzavřeném okruhu o délce 100 km průměrné rychlosti 1050,18 km/h, přičemž část trasy letěla nadzvukovou rychlostí. Během dalších dvou týdnů navíc na stejném letounu překonala tři další rychlostní rekordy a jeden výškový rekord (dosáhla 14 377 m). Za tuto sérii získala své čtvrté ocenění Harmon Trophy.
V letech 1958-1960 byla prezidentskou mezinárodní letecké organizace FAI.
Dne 12. dubna 1963 Cochranová poblíž Edwardsovy letecké základny dosáhla s dvoumístným letounem Lockheed TF-104G Starfighter (N104L) rekordu FAI. Nad 15 až 25 kilometrů dlouhou dráhou letěla na přímé trati průměrnou rychlostí 2 048,88 km/h.
Od května do června 1964 Cochranová na letounu Lockheed F-104G Starfighter (sériové číslo 62-12222) ustavila celkem tři rychlostní rekordy. Zejména dne 11. května 1964 dosáhla jako první žena dvojnásobku rychlosti zvuku (konkrétně 2,16 Machu, 2300,23 km/h). Stalo se tak poblíž Edwardsovy letecké základny.
Roku 1970 Cochranová odešla do výslužby. Kvůli zdravotním problémům se ve svých 70 letech musela vzdát létání. Roku 1971 byla uvedena do Letecké síně slávy. Napsala také své paměti. V roce 1976 zemřel její manžel. Roku 1980 zemřela také ona.

## Dílo
- Hvězdy v čase poledním – autobiografie (1954)